# Platja de Villanueva
La Platja de Villanueva, també coneguda com a platja de la Canal, en el concejo de Llanes, localitat de Villanueva de Pría, Astúries, Espanya, és una platja que és considerada paisatge protegit, des del punt de vista mediambiental (per la seva vegetació i també pel paisatge càrstic). Per aquest motiu està integrada en el Paisatge Protegit de la Costa Oriental d'Astúries.
Per les seves qualitats està classificada com a platja natural, el seu entorn paisatgístic és agrest, tractant-se d'una diminuta platja de tan sols uns 20 metres de platja que es troba amagada en el final d'un estret i agut entrant de la costa que pertany en la seva part occidental a un bufó.

## Descripció
Per poder accedir a la platja els últims 500 metres cal fer-los caminant, ja que a aquesta distància no hi ha accés rodat. Quan la platja està en marea baixa no es comunica amb cap altra platja.
Es tracta d'una platja de gran valor geològic per estar envoltada i encaixada en una zona de penya-segats càrstics, quedant en el fons d'un canó, estret i allargat. Aquesta disposició fa que amb freqüència sofreixi fort onatge que pot arribar a formar un embornal. Tot això li atorga un interès paisatgístic que compensa el no ser recomanable per al bany.